# Nadine Fano
Nadine Fano (* 29. März 1988) ist eine deutsche Film- und Fernsehschauspielerin.

## Biografie
Nadine Fano spielte einige Kinder- und Jugendrollen im Fernsehen. So etwa 1996 in der Serie Alphateam oder auch 1999 im Großstadtrevier. 2001 spielte sie dann die Clara in dem Spielfilm Heidi. Nach dem Film Mütter Väter Kinder pausierte sie drei Jahre und machte eine Ausbildung zur Kauffrau für audiovisuelle Medien. In dieser Zeit nahm sie eine Theaterrolle an und synchronisierte einige Werbespots, unter anderem für Nintendo und Thüringer Waldquell. Nach ihrer Ausbildung nahm sie von 2009 bis 2010 Schauspielunterricht bei Ina Holst und war 2011 in Stubbe – Von Fall zu Fall im Fernsehen zu sehen. Nadine Fano arbeitet für eine Castingagentur.

## Filmografie
- 1998: Drunter und Drüber (Fernsehserie)
- 1999: Bangkok – Ein Mädchen verschwindet (Fernsehfilm)
- 2000: Der Elefant in meinem Bett (Fernsehfilm)
- 2000: Großstadtrevier  (Fernsehserie, Folge 140)
- 2001: Heidi
- 2002: Stahlnetz: PSI (Fernsehfilmreihe)
- 2002: Vater braucht eine Frau (Fernsehfilm)
- 2002: Verzauberte Emma oder Hilfe, ich bin ein Junge... !
- 2002: Das Traumschiff (Fernsehserie, Folge 43, Thailand)
- 2002: Einsatz in Hamburg – Stunde der Wahrheit (Fernsehserie)
- 2004: Das Konto (Fernsehfilm)
- 2004: Wie krieg ich meine Mutter groß? (Fernsehfilm)
- 2006: 4 gegen Z (Fernsehserie, Nebenrolle der Natalie)
- 2005: Was ich von ihr weiß
- 2007: Mütter Väter Kinder (Fernsehfilm)
- 2011: Stubbe – Von Fall zu Fall (Fernsehserie, eine Folge)